# Partiet för rättvisa och utveckling (Marocko)
Partiet för rättvisa och utveckling (arabiska: حزب العدالة والتنمية, franska: Parti de la Justice et du Développement, förkortat till PJD) är det styrande partiet i Marocko sedan den 29 november 2011. Partiet förespråkar islamsk demokrati och islamism.

## Historik
Partiet grundades av Abdelkrim Al Khatib.